# FNSS Pars
Pars (з турецької — анатолійський «леопард») — сімейство бойових броньованих машин-амфібій із колісною формулою 4x4, 6x6 і 8x8, вироблених турецькою компанією FNSS Defence Systems.

## Розвиток
Розробка автомобілів PARS почалася в 2002 році на основі розробки американської компанії GPV (General Purpose Vehicles) і у співпраці з GPV. PARS 4x4 і PARS 6x6 пропонуються для турецької армії. PARS 8x8 вперше була показана в лютому 2005 року на виставці оборонної техніки IDEX, що проходила в Абу-Дабі. GPV запропонувала ще 2 технічно різні транспортні засоби, 8x8 GPV Colonel і 10x10 GPV General. З моменту показу перших автомобілів PARS у 2005 році розробка та подальше вдосконалення здійснювалися на постійній основі
Це було продемонстровано в пустелях ОАЕ в 2008 році, охоплюючи 11 000 км пустельних і дорожніх випробувань. Подальші випробування знову проводилися в пустелях ОАЕ в 2010 році. PARS 8x8, оснащений 25-мм гарматною вежею, також був успішно випробуваний іншою країною Близького Сходу влітку 2010 року.
29 березня 2022 року FNSS і Deftech запропонували PARS III 6x6 для військової служби Малайзії.

## Дизайн

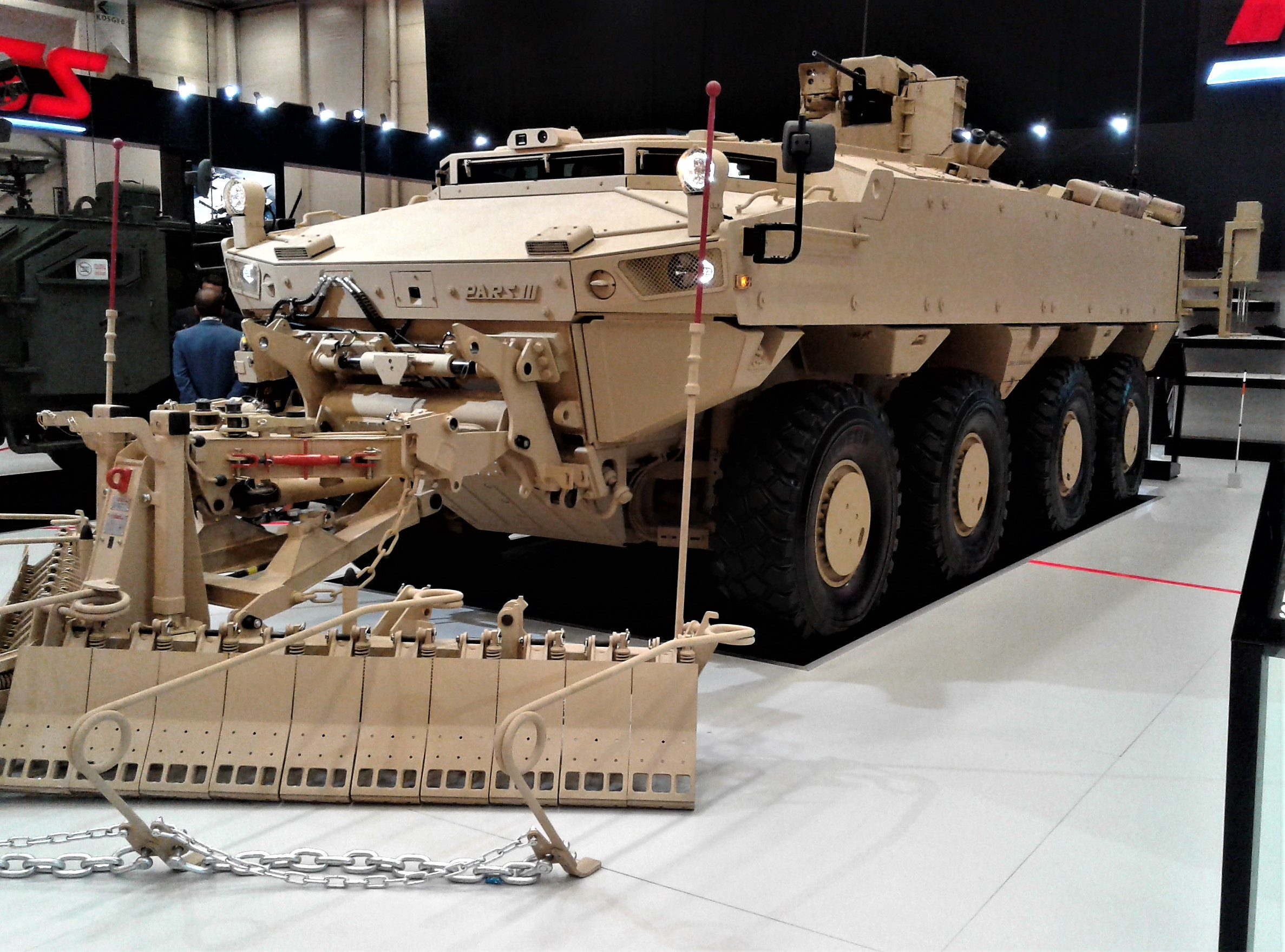
FNSS Pars 8x8 на IDEF 2019.

Базовий PARS має корпус, що складається зі сталевої броні.
Водій і командир сидять в кабіні в передній частині автомобіля. Кожен має цільний люк у даху, який відкривається вбік. Обидва мають доступ до плоских дисплеїв, на яких відображається вся необхідна інформація. Розташування сидінь залежить від ролі, але війська зазвичай розміщуються на окремих сидіннях з кожного боку корпусу обличчям досередини. Ці амортизаційні сидіння стандартно оснащені п’ятиточковими ременями безпеки. Великий пандус, встановлений у тильній частині, буде використовуватися для входу та виходу військ.

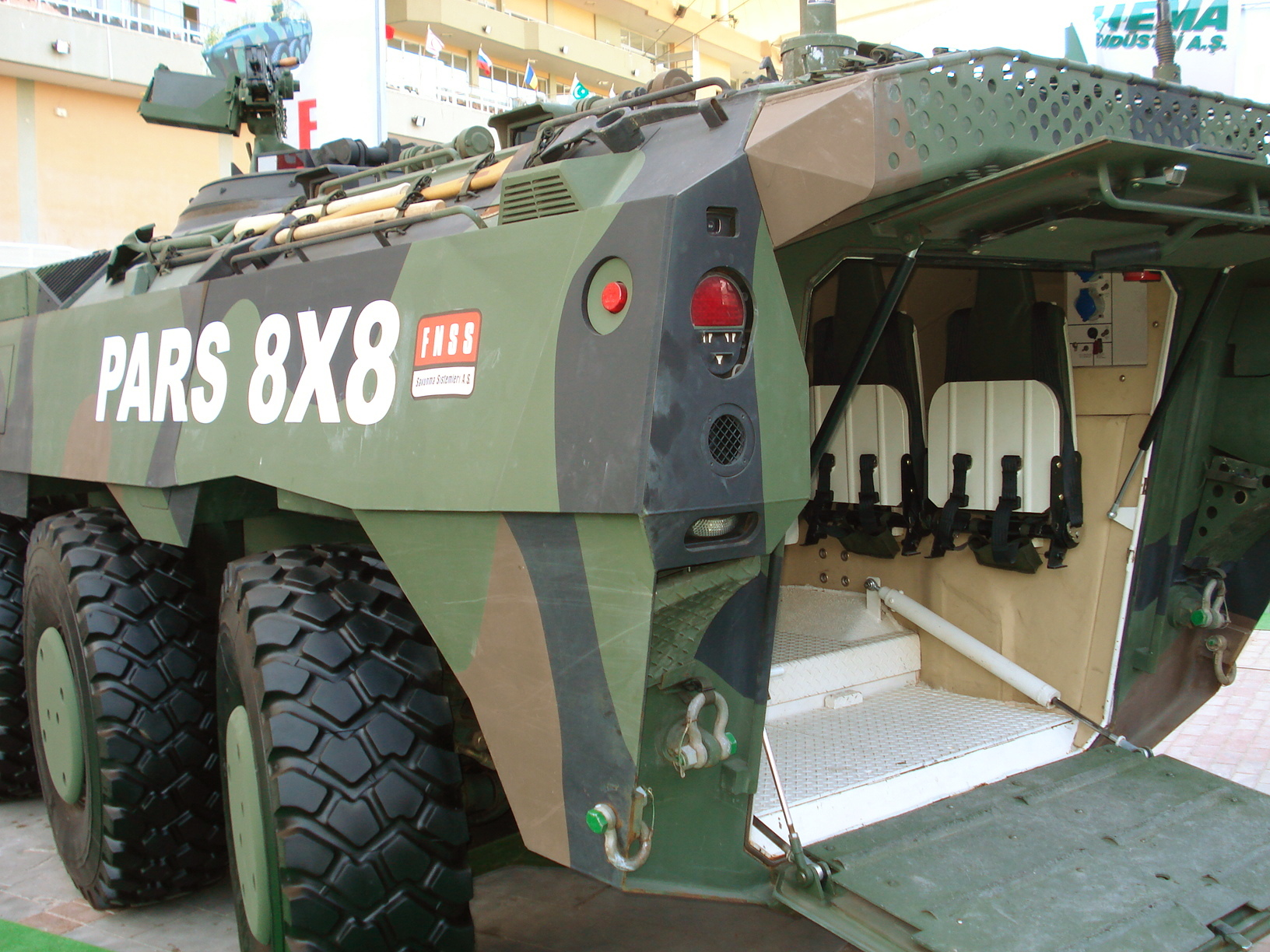
FNSS Pars 8x8 вид ззаду.

Модульна конструкція PARS включатиме зовнішні вежі або станції озброєння залежно від вимог користувача. Це може бути вежа на одну чи дві людини або станція озброєння з дистанційним керуванням. Щоб забезпечити швидке переналаштування PARS для виконання різних робочих завдань, усі члени сімейства PARS мають знімну покрівлю, щоб їх можна було швидко переобладнати для широкого спектру спеціалізованих ролей.

## AV8 Gempita
Машина PARS 8x8 була досліджена армією Малайзії, яка змагалася зі швейцарською Mowag Piranha та фінською Patria AMV за впровадження технології в першу малайзійську місцеву броньовану машину. AV8 Gempita став результатом малайзійсько-турецької співпраці в першому в Малайзії національному проекті бронетехніки з впровадженням технології PARS у нову армійську броньовану машину.

## Оператори

### Поточні оператори
- Лівія - 67 автомобілі в конфігурації 6x6 і 8x8. Отримано з Туреччини під час трипільської кампанії 2019-2020 років.
- Оман - 172 автомобілі в конфігурації 6x6 і 8x8. Перша поставка 12 липня 2017 року[10][11] і востаннє в серпні 2020 року[12].
- Туреччина - Невідомий номер під замовлення та в обслуговуванні[13].
- Малайзія - 257 автомобілі в конфігурації 6x6 і 8x8[14][15].

### Потенційні оператори
- Азербайджан[16]

## Дивись також

### Порівнянні транспортні засоби
- Stryker
- LAV III/LAV AFV/LAV-25/ASLAV
- K808 White Tiger
- Boxer
- Freccia
- БТР-90
- CM-32
- Тип 96
  - Тип 16 MCV
- Patria AMV
- БТР-4
- Saur 2[en]
- TATA Kestrel[en]
- VBCI
- KTO Rosomak
- MOWAG Piranha